# Barbus aliciae
Barbus aliciae is een  straalvinnige vissensoort uit de familie van eigenlijke karpers (Cyprinidae). De wetenschappelijke naam van de soort is voor het eerst geldig gepubliceerd in 1993 door Bigorne & Lévêque.
De soort staat op de Rode Lijst van de IUCN als Bedreigd, beoordelingsjaar 2006.